# Maël Lépicier
Maël Lépicier Tsonga (Le Mans, 14 gennaio 1986) è un ex calciatore francese naturalizzato congolese (Repubblica del Congo), di ruolo difensore.